# Alcelaphus lichtensteinii
El antílope de Lichtenstein (Alcelaphus lichtensteinii) es una especie de mamífero artiodáctilo de la familia Bovidae. Es un antílope de las sabanas y de áreas de humedales encontrado en el sur de África Central. Tiene riesgo de extinción por destrucción de hábitat. Su nombre deriva del ornitólogo Martin Lichtenstein. Algunos autores lo consideran una subespecie de Alcelaphus buselaphus.

## Características
Típicamente tiene una alzada de 125 cm a la grupa y pesa alrededor de 150 kg. Es de coloración rojo parda, y más clara en el vientre. Los cuernos en ambos sexos tienen forma de 'S' y aparecen del frente formando una 'O' con su parte superior perdida; miden más de 5 dm de longitud.

## Historia natural
Viven en las sabanas y en humedales donde comen pastos. Son diurnos. Conviven en hatos de cinco a quince hembras y gestantes con un solo macho que las lidera. Los machos tienen grandes territorios, que marcan en el suelo haciendo surcos con sus cuernos. Tienen muy buena vista y mal sentido del olfato. Rebuznan.